# Мейронис
Мейронис (лит. Meironys) — село в восточной части Литвы, входит в состав Игналинского района. Впервые упоминается в 1554 году.

## География
Село Мейронис расположено в юго-западной части Игналинского района. Расстояние до Игналины составляет 8,5 километров. Находится между озёрами Лушай и Дрингис в Аукштайтском национальном парке. В селе начинается дорога 1435 Стригайлишкис — Мейронис.

## Население
В 2011 году население Мейрониса составило 42 человека.
| 1870                           | 1905 | 1909 | 1931 | 1959 | 1970 |
| ------------------------------ | ---- | ---- | ---- | ---- | ---- |
| 47                             | 158  | 128  | 121  | 77   | 85   |
| 1979                           | 1986 | 1989 | 2001 | 2011 | -    |
| 71                             | 70   | 53   | 52   | 42   | -    |
| Гистограмма динамики населения |      |      |      |      |      |